# Parantica phormion
Parantica phormion är en fjärilsart som beskrevs av Hans Fruhstorfer 1910. Parantica phormion ingår i släktet Parantica och familjen praktfjärilar. Inga underarter finns listade i Catalogue of Life.